# Liste de jeux GT Interactive Software
La liste de jeux GT Interactive Software répertorie les jeux édités et développés par GT Interactive Software

## Jeu édités

### Game.com
- Duke Nukem 3D

### Game Boy
- MTV's Beavis and Butt-Head
- Oddworld Adventures

### Game Boy Color
- Duke Nukem
- Oddworld Adventures 2
- Ronaldo V-Soccer

### Macintosh
- 9: The Last Resort
- Backyard Football
- Bedlam
- Blood
- Damage Incorporated (Europe)
- Dark Colony
- Deadlock (Europe)
- Doom II
- Hexen
- Ice and Fire
- id Anthology
- Lode Runner: The Legend Returns
- Lode Runner 2
- Mercer Mayer's Little Critter: Just Me and My Grandpa
- Rocky Mountain Trophy Hunter
- The Ultimate Doom
- Vikings: The Strategy of Ultimate Conquest
- Worms (Europe)
- ZPC

### Nintendo 64
- 40 Winks (Cancelled), PlayStation only release
- 7th Legion
- DethKarz
- Duke Nukem 64
- Duke Nukem: Zero Hour
- Hexen
- Mike Piazza's Strike Zone
- Ultra Combat (Cancelled[2])
- Unreal N64 (Cancelled[3])

### Microsoft Windows
- 1602 A.D.
- 9: The Last Resort
- Addams Family Pinball (Cancelled)
- AHX-1
- Amok
- Animorphs
- Arcade Favorites CD-ROM 5 Pak
- Area 51 (Arcade)
- Backyard Football
- Beavis and Butt-Head Do U.
- Beavis and Butt-head: Bunghole in One
- Bedlam
- Bedlam 2: Absolute Bedlam
- Blood
- Blood: Plasma Pak
- Blood II: The Chosen
- Blood II: The Chosen - The Nightmare Levels
- Bug Riders
- Carmageddon (Europe)
- Carnivores (jeu vidéo)
- Chasm: The Rift
- Circuit Racer
- Clans
- Dark Vengeance
- Death Rally
- Deep Sea Trophy Fishing
- Deer Hunter 2
- Disciples: Sacred Lands
- Discworld Noir
- Doom II
- Driver
- Duke: Nuclear Winter
- Duke Nukem 3D: Atomic Edition
- Duke Nukem 3D: Kill-A-Ton Collection
- Duke Nukem: Land of the Babes
- Everest
- Final Doom
- Hexen: Before Heretic (Europe)
- Hordes
- Ice and Fire
- id Anthology
- Imperium Galactica
- Imperium Galactica II: Alliances
- Jeff Wayne's The War of the Worlds
- Locus
- KA-52 Team Alligator
- Kingdom O' Magic
- Lode Runner 2
- MageSlayer
- Man of War II: Chains of Command
- Master Levels for Doom II
- Mercer Mayer's Little Critter: Just Me and My Grandpa
- M.I.A.: Missing in Action
- Midway Presents Arcade's Greatest Hits: The Midway Collection 2
- Mortal Kombat 3 (Europe)
- Mortal Kombat Trilogy
- NAM (aka. Napalm)
- NHL Open Ice 2 on 2 Challenge
- Oddworld: Abe's Exoddus
- Oddworld: Abe's Oddysee
- One Unit Whole Blood
- Powerslide
- Pro Bass Fishing
- Quake
- Ravage DCX
- Real Pool
- Rebel Moon Revolution
- Rebel Moon Rising
- Return Fire
- Robotron X
- Rocky Mountain Trophy Hunter
- Rocky Mountain Trophy Hunter 2
- S.P.Q.R.: The Empire's Darkest Hour
- Sensible Soccer 98
- Sensible Soccer: European Club Edition
- Shadow Warrior
- Snowmobile Championship 2000
- Snowmobile Racing
- Star Command Deluxe
- Star Command: Revolution
- Superkarts
- Swamp Buggy Racing
- The Blood Group
- The Wheel of Time
- The Ultimate Doom
- The Dark Eye (Europe)
- Tiger Shark
- Tides of War (1999)
- Total Annihilation
- Total Annihilation: Battle Tactics
- Total Annihilation: Kingdoms
- Total Annihilation: Kingdoms - The Iron Plague
- Total Annihilation: The Core Contingency
- Totally Unreal
- Trans Am Racing
- Trophy Hunter
- Ultimate Pinball
- Unreal
- Unreal Mission Pack: Return to Na Pali
- Unreal Tournament
- Vikings: The Strategy of Ultimate Conquest
- War Gods
- WWII GI
- XS
- Xtreme Sports Arcade Summer Edition
- Z
- Zeitgeist
- ZPC

### PlayStation
- 40 Winks
- Area 51
- Beavis and Butt-head: Get Big in Hollywood
- Bedlam
- Bio FREAKS (Europe)
- Bug Riders
- Courier Crisis
- Critical Depth
- Dead Ball Zone
- Discworld Noir
- Doom (Europe)
- Driver
- Driver 2
- Duke Nukem: Land of the Babes
- Duke Nukem: Time to Kill
- Duke Nukem 3D
- Final Doom
- Hexen
- Invasion from Beyond
- Jeff Wayne's The War of the Worlds
- Maximum Force (Europe)
- Midway Presents Arcade's Greatest Hits: The Atari Collection 1 (Europe)
- Midway Presents Arcade's Greatest Hits: The Midway Collection 2
- Mortal Kombat 4 (Europe)
- Mortal Kombat Mythologies: Sub-Zero (Europe)
- NBA Fastbreak '98
- Oddworld: Abe's Exoddus
- Oddworld: Abe's Oddysee
- Rebel Moon
- Rogue Trip: Vacation 2012
- San Francisco Rush: Extreme Racing (Europe)
- Sensible Soccer 2000
- Streak: Hoverboard Racing
- Tiger Shark
- Trash It!
- War Gods (Europe)
- Wayne Gretzky's 3D Hockey '98 (Europe)
- Williams Arcade's Greatest Hits (Europe)
- Z

### Sega Saturn
- Area 51 (Europe)
- Courier Crisis
- Defcon 5 (Europe)
- Doom
- Hexen
- Ultimate Mortal Kombat 3 (Europe)
- Maximum Force
- Mortal Kombat Trilogy (Europe)
- Rampage World Tour (Europe)
- Trash It!
- Z

## Jeu développés

### Macintosh
- Seventeen Style Studio
- Mercer Mayer's Little Critter: Just Me and My Grandpa

### PC
- AHX-1
- Bedlam
- Driver
- Hordes
- Mercer Mayer's Little Critter: Just Me and My Grandpa
- SPQR: The Empire's Darkest Hour
- Seventeen Style Studio
- Snowmobile Championship 2000
- Tag Team Wrestling

### PlayStation
- Beavis and Butt-head: Get Big in Hollywood
- Tiger Shark
- Rogue Trip: Vacation 2012

## Projet annulé
- Blood III: Reborn